# Jožef Grbec
Jožef Grbec (tudi Gerbec), slovenski kirurg in lekarnar, * cca. 1760, Kranjska ??, † 28. december 1845, Škofja Loka.

## Življenje in delo
Od kod izhaja rod Jožefa Grbca ni znano. Družina je bila v tistem času zelo znana zdravniška družina na Kranjskem. V družini so bili zdravniki Jožef, njegov brat in dva sinova (Ludvik in Anton). Ko se je priselil v mesto je bil poročen z Ivano roj. Gregorčič, po smrti le-te se je dne 5. novembra 1795 poročil s Frančiško roj. Uhl. V prvem zakonu so se mu rodili štirje otroci, v drugem pa 11, kot deveti se je rodil najpomebnejši član rodbine Ludvik.
V Škofji Loki je kot kirurg in lekarnar deloval med letoma 1788 in 1845, ko je v visoki starosti 82. let umrl. Njegov poklic je v mestu nadaljeval sin Anton, ki je postal celo župan. Kako premožna je bila družina Grbec, kaže tudi to, da naj bi v posesti imeli kar tri hiše na »Placu«.
Oče Jožef je imel naslednjih 15 otrok iz obeh zakonov (po abecednem redu njihovih imen): Alojz Janez, Anton Janez, Ferdinand Franc, Filip Friderik Tomaž, Gregor, Helena Ana, Ivana, Janez, Jožef Karl, Jožefa Marija Ana, Kristina Frančiška, Ludvik Bernard, Marija Alojzija Karolina, Marija Ana, Viktorija Ema.